# Loi sur les normes d'emploi
La Loi sur les normes d'emploi (ou Code des normes d'emploi) est le nom donné à la législation sur les normes de travail dans certaines provinces de common law  du Canada
- Le Code des normes d'emploi[1] (Employment Standards Code) de l'Alberta
- Le Code des normes d'emploi[2] du Manitoba
- Loi sur les normes d'emploi du Nouveau-Brunswick[3]
- La Loi de 2000 sur les normes d’emploi[4] de l'Ontario.
- La Loi sur les normes d'emploi[5]  (Employment Standards Act) de la Colombie-Britannique

Au Québec, il est plutôt question de la Loi sur les normes du travail.
La Saskatchewan emploie plutôt le nom Saskatchewan Employment Act. 